# Minoh, Ōsaka
Minoh (箕面市) là thành phố thuộc phủ Ōsaka, Nhật Bản.